# 세르비아 여자 축구 국가대표팀
세르비아 여자 축구 국가대표팀은 세르비아를 대표하는 여자 축구 대표팀으로 2007년 5월 5일 슬로베니아와의 국제 경기 데뷔전을 5-0 대승으로 장식했으며 유고슬라비아 시절을 포함해도 FIFA 여자 월드컵과 UEFA 유럽 여자 축구 선수권 대회 그리고 하계 올림픽 본선 출전 기록이 없다.

## 성적

### FIFA 여자 월드컵
- 1991년: 불참
- 1995년: 불참
- 1999년 ~ 2003년: 예선 탈락 (유고슬라비아로 참가)
- 2007년 ~ 2023년: 예선 탈락

### 올림픽 축구
- 1996년 ~ 2004년: 예선 탈락 (유고슬라비아로 참가)
- 2008년 ~ 2020년: 예선 탈락

### UEFA 유럽 여자 축구 선수권 대회
- 1993년: 예선 탈락 (유고슬라비아로 참가)
- 1995년: 불참
- 1997년: 예선 탈락 (유고슬라비아로 참가)
- 2001년: 예선 탈락 (유고슬라비아로 참가)
- 2005년: 예선 탈락 (세르비아 몬테네그로로 참가)
- 2009년: 예선 탈락
- 2013년: 예선 탈락
- 2017년: 예선 탈락

## 같이 보기
- 세르비아 축구 국가대표팀